# Lepsi
Lepsi (kasachisch Лепсі; bis 2010 Лепсинск Lepsinsk) ist ein Dorf in Kasachstan mit rund 1300 Einwohnern (2010).
Es liegt am Nordrand des Dsungarischen Alatau nahe der chinesischen Grenze am Fluss Lepsi.

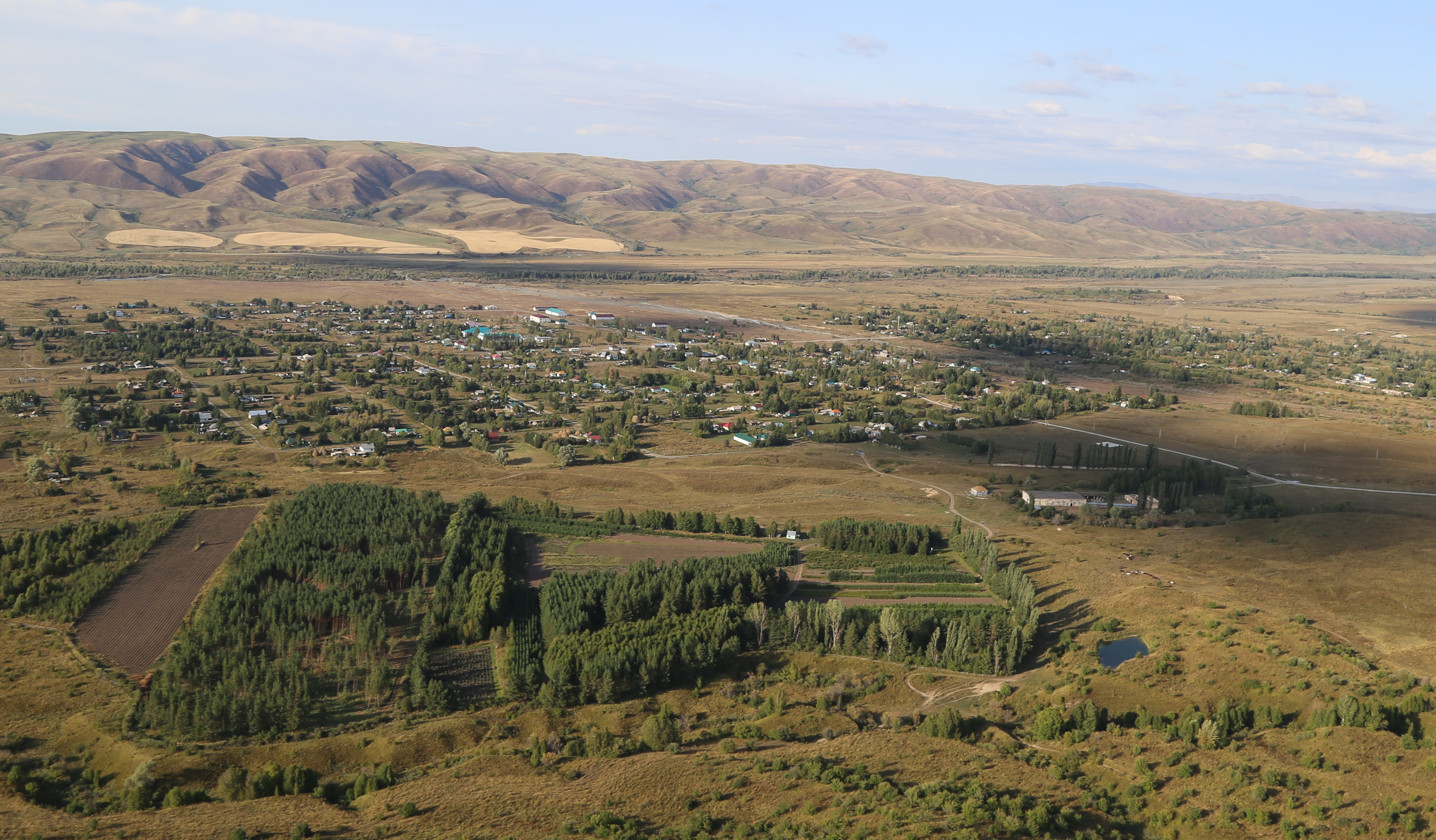
Blick auf den Ort, 2017

Früher wurde das Land mit dem Wasser des Lepsi bewässert und Zwiebeln, Tomaten sowie Gurken angebaut. Nach der Perestroika und dem Zusammenbruch der Landwirtschaft verfielen die Bewässerungskanäle, heute wird nur noch Viehzucht betrieben und viele Menschen verlassen den Ort.

## Bevölkerung
Bei der Volkszählung 1999 wurde für Lepsi eine Einwohnerzahl von 1391 Menschen angegeben. Bei der Volkszählung im Jahr 2009 hatte der Ort 1151 Einwohner. Die letzte Volkszählung 2021 ergab eine Einwohnerzahl von 993 für Lepsi.
| Einwohnerentwicklung               | Einwohnerentwicklung | Einwohnerentwicklung | Einwohnerentwicklung | Einwohnerentwicklung |
| 1989                               | 1999                 | 2009                 | 2021                 |                      |
| ---------------------------------- | -------------------- | -------------------- | -------------------- | -------------------- |
| 1948                               | 1391                 | 1151                 | 993                  |                      |
| Anmerkung: Volkszählungsergebnisse |                      |                      |                      |                      |

## Söhne des Ortes
- Jewgeni Podkolsin (1936–2003), russischer Offizier